# Flora of South Australia. Edition 2
Flora of South Australia. Edition 2 (abreviado Fl. S. Austral. (ed. 2) o Fl. S. Austral. (J.M. Black), ed. 2.) es una revista ilustrada con descripciones botánicas que fue editada por el botánico escocés que emigra a Australia en 1877; que documentaría e ilustraría miles de especímenes de la flora del sur de Australia a principios del siglo XX, John McConnell Black. Fue publicada en los años 1943-1957. Fue reemplazada por Flora of South Australia. Edition 3.